# Llista de topònims d'Albesa
Llista de topònims (noms propis de lloc) del municipi d'Albesa, a la Noguera
Informació actualitzada per un bot. Els canvis manuals es perdran quan s'actualitzi!

## cabana
| imatge | Nom                          | Ubicat a | instància de | Detalls | coordenades                                                          | Protecció | Commons (més fotos) | Dades a WD                    |
| ------ | ---------------------------- | -------- | ------------ | ------- | -------------------------------------------------------------------- | --------- | ------------------- | ----------------------------- |
|        | cabana d'Ambròs Codina       | Albesa   | cabana       |         | 41° 45′ 13″ N, 0° 41′ 57″ E / 41.7536908763865°N,0.699088675441333°E |           |                     | Modifica les dades a Wikidata |
|        | cabana d'en Casanoves        | Albesa   | cabana       |         | 41° 45′ 39″ N, 0° 41′ 34″ E / 41.7607341032512°N,0.692822630250349°E |           |                     | Modifica les dades a Wikidata |
|        | cabana de Josep Bo           | Albesa   | cabana       |         | 41° 45′ 39″ N, 0° 42′ 10″ E / 41.7609691505575°N,0.702749910202419°E |           |                     | Modifica les dades a Wikidata |
|        | cabana de Plubins            | Albesa   | cabana       |         | 41° 45′ 25″ N, 0° 41′ 46″ E / 41.7568748877663°N,0.69618441245999°E  |           |                     | Modifica les dades a Wikidata |
|        | cabana del Bo                | Albesa   | cabana       |         | 41° 45′ 02″ N, 0° 41′ 26″ E / 41.7506467390906°N,0.690562226357679°E |           |                     | Modifica les dades a Wikidata |
|        | cabana del Camaril           | Albesa   | cabana       |         | 41° 46′ 08″ N, 0° 42′ 07″ E / 41.7688314516291°N,0.701843718409685°E |           |                     | Modifica les dades a Wikidata |
|        | cabana del Carnisser         | Albesa   | cabana       |         | 41° 46′ 53″ N, 0° 39′ 45″ E / 41.7812826446505°N,0.662365578292046°E |           |                     | Modifica les dades a Wikidata |
|        | cabana del Diabló            | Albesa   | cabana       |         | 41° 45′ 06″ N, 0° 41′ 38″ E / 41.7516079919733°N,0.694027593312253°E |           |                     | Modifica les dades a Wikidata |
|        | cabana del Ramon de la Munda | Albesa   | cabana       |         | 41° 45′ 16″ N, 0° 41′ 34″ E / 41.7544810444866°N,0.692685874615242°E |           |                     | Modifica les dades a Wikidata |
|        | cabana del Tonet de la Costa | Albesa   | cabana       |         | 41° 45′ 11″ N, 0° 42′ 04″ E / 41.7529738884733°N,0.70106270202256°E  |           |                     | Modifica les dades a Wikidata |
|        | cabana del Vetes             | Albesa   | cabana       |         | 41° 45′ 08″ N, 0° 41′ 55″ E / 41.7521157635631°N,0.6986879288337°E   |           |                     | Modifica les dades a Wikidata |
|        | cobert d'en Casanoves        | Albesa   | cabana       |         | 41° 45′ 40″ N, 0° 41′ 36″ E / 41.761130026183°N,0.693253503307048°E  |           |                     | Modifica les dades a Wikidata |
|        | cobert del Ferrer            | Albesa   | cabana       |         | 41° 45′ 10″ N, 0° 41′ 31″ E / 41.7527179479225°N,0.691895121946425°E |           |                     | Modifica les dades a Wikidata |
|        | cobert del Trillo            | Albesa   | cabana       |         | 41° 45′ 12″ N, 0° 42′ 13″ E / 41.7532247856509°N,0.703699740293252°E |           |                     | Modifica les dades a Wikidata |
|        | era de Miana                 | Albesa   | cabana       |         | 41° 45′ 11″ N, 0° 39′ 45″ E / 41.7531137822952°N,0.662486437701823°E |           |                     | Modifica les dades a Wikidata |
|        | era del Blas                 | Albesa   | cabana       |         | 41° 45′ 16″ N, 0° 39′ 38″ E / 41.7545600371815°N,0.660533595886064°E |           |                     | Modifica les dades a Wikidata |

## casa
| imatge | Nom                                       | Ubicat a | instància de | Detalls                     | coordenades                                          | Protecció                                  | Commons (més fotos) | Dades a WD                    |
| ------ | ----------------------------------------- | -------- | ------------ | --------------------------- | ---------------------------------------------------- | ------------------------------------------ | ------------------- | ----------------------------- |
|        | edifici al carrer Felip Rodés, 2          | Albesa   | casa         | Estil: arquitectura popular | 41° 45′ 05″ N, 0° 39′ 34″ E / 41.751414°N,0.659415°E | bé integrant del patrimoni cultural català |                     | Modifica les dades a Wikidata |
|        | edifici al carrer del Forn, 8             | Albesa   | casa         | Estil: arquitectura popular | 41° 45′ 06″ N, 0° 39′ 38″ E / 41.75165°N,0.660664°E  | bé integrant del patrimoni cultural català |                     | Modifica les dades a Wikidata |
|        | habitatge a la plaça Major i carrer Costa | Albesa   | casa         | Estil: arquitectura popular | 41° 45′ 05″ N, 0° 39′ 38″ E / 41.751352°N,0.660608°E | bé integrant del patrimoni cultural català |                     | Modifica les dades a Wikidata |

## entitat singular de població
| imatge | Nom         | Ubicat a | instància de                                   | Detalls  | coordenades                                                       | Protecció | Commons (més fotos) | Dades a WD                    |
| ------ | ----------- | -------- | ---------------------------------------------- | -------- | ----------------------------------------------------------------- | --------- | ------------------- | ----------------------------- |
|        | Albesa      | Albesa   | entitat singular de població capital municipal | 1571 hab | 41° 45′ 10″ N, 0° 39′ 34″ E / 41.75282°N,0.65936°E 240 msnm       |           |                     | Modifica les dades a Wikidata |
|        | Camporrells | Albesa   | entitat singular de població                   | 0 hab    | 41° 43′ 41″ N, 0° 40′ 28″ E / 41.72805287°N,0.67440923°E 218 msnm |           |                     | Modifica les dades a Wikidata |

## església
| imatge | Nom                                                  | Ubicat a | instància de     | Detalls                         | coordenades                                          | Protecció                                  | Commons (més fotos)              | Dades a WD                    |
| ------ | ---------------------------------------------------- | -------- | ---------------- | ------------------------------- | ---------------------------------------------------- | ------------------------------------------ | -------------------------------- | ----------------------------- |
|        | Santa Maria d'Albesa                                 | Albesa   | església         | Estil: arquitectura neoclàssica | 41° 45′ 04″ N, 0° 39′ 38″ E / 41.75117°N,0.66052°E   | bé cultural d'interès nacional             | Església de l'Assumpció d'Albesa | Modifica les dades a Wikidata |
|        | capella de Sant Roc del cementiri municipal d'Albesa | Albesa   | església capella | Estil: arquitectura popular     | 41° 45′ 32″ N, 0° 39′ 37″ E / 41.759016°N,0.660354°E | bé integrant del patrimoni cultural català |                                  | Modifica les dades a Wikidata |

## font
| imatge | Nom            | Ubicat a | instància de | Detalls | coordenades                                                          | Protecció | Commons (més fotos) | Dades a WD                    |
| ------ | -------------- | -------- | ------------ | ------- | -------------------------------------------------------------------- | --------- | ------------------- | ----------------------------- |
|        | font Pollosa   | Albesa   | font         |         | 41° 44′ 03″ N, 0° 40′ 09″ E / 41.7342621005479°N,0.669050024166443°E |           |                     | Modifica les dades a Wikidata |
|        | fonts Amargues | Albesa   | font         |         | 41° 45′ 47″ N, 0° 42′ 40″ E / 41.7631462854748°N,0.711200856053727°E |           |                     | Modifica les dades a Wikidata |

## granja
| imatge | Nom                    | Ubicat a | instància de | Detalls | coordenades                                                          | Protecció | Commons (més fotos) | Dades a WD                    |
| ------ | ---------------------- | -------- | ------------ | ------- | -------------------------------------------------------------------- | --------- | ------------------- | ----------------------------- |
|        | Cal Celler             | Albesa   | granja       |         | 41° 45′ 30″ N, 0° 39′ 58″ E / 41.7582568024859°N,0.666052500764913°E |           |                     | Modifica les dades a Wikidata |
|        | Cal Trilla             | Albesa   | granja       |         | 41° 45′ 27″ N, 0° 39′ 55″ E / 41.7574024962935°N,0.665229482730558°E |           |                     | Modifica les dades a Wikidata |
|        | Granges de Cal Cabo    | Albesa   | granja       |         | 41° 45′ 36″ N, 0° 40′ 07″ E / 41.7599579255055°N,0.668661150727666°E |           |                     | Modifica les dades a Wikidata |
|        | Granges de Cal Guarda  | Albesa   | granja       |         | 41° 45′ 34″ N, 0° 40′ 01″ E / 41.7593110472436°N,0.666964521134469°E |           |                     | Modifica les dades a Wikidata |
|        | Granges de Ramon Soler | Albesa   | granja       |         | 41° 45′ 23″ N, 0° 39′ 51″ E / 41.7565272520455°N,0.664262911636409°E |           |                     | Modifica les dades a Wikidata |
|        | Granges del Redó       | Albesa   | granja       |         | 41° 45′ 46″ N, 0° 38′ 43″ E / 41.7626986512932°N,0.645406102698592°E |           |                     | Modifica les dades a Wikidata |
|        | Granja d'Arturet       | Albesa   | granja       |         | 41° 45′ 10″ N, 0° 40′ 49″ E / 41.7527610653217°N,0.680179131859401°E |           |                     | Modifica les dades a Wikidata |
|        | Granja de Bambosina    | Albesa   | granja       |         | 41° 45′ 30″ N, 0° 40′ 17″ E / 41.7583303619386°N,0.671450484818464°E |           |                     | Modifica les dades a Wikidata |
|        | Granja de Pepito Badia | Albesa   | granja       |         | 41° 45′ 41″ N, 0° 39′ 54″ E / 41.7615223363449°N,0.664983835094774°E |           |                     | Modifica les dades a Wikidata |
|        | Granja de Pere Gana    | Albesa   | granja       |         | 41° 45′ 30″ N, 0° 40′ 40″ E / 41.7584214150121°N,0.677725910984858°E |           |                     | Modifica les dades a Wikidata |
|        | Granja de l'Escabellat | Albesa   | granja       |         | 41° 43′ 50″ N, 0° 41′ 01″ E / 41.7306554981643°N,0.683535954414766°E |           |                     | Modifica les dades a Wikidata |
|        | Granja del Quimet      | Albesa   | granja       |         | 41° 45′ 18″ N, 0° 39′ 50″ E / 41.7549544846132°N,0.66398319495793°E  |           |                     | Modifica les dades a Wikidata |
|        | Granja del Tufet       | Albesa   | granja       |         | 41° 45′ 04″ N, 0° 39′ 52″ E / 41.7510365446322°N,0.664413967985462°E |           |                     | Modifica les dades a Wikidata |
|        | Granja del Vetes       | Albesa   | granja       |         | 41° 45′ 40″ N, 0° 41′ 07″ E / 41.7610406942998°N,0.685233559848722°E |           |                     | Modifica les dades a Wikidata |

## masia
| imatge | Nom                     | Ubicat a | instància de | Detalls | coordenades                                                          | Protecció                                  | Commons (més fotos) | Dades a WD                    |
| ------ | ----------------------- | -------- | ------------ | ------- | -------------------------------------------------------------------- | ------------------------------------------ | ------------------- | ----------------------------- |
|        | Camporrells             | Albesa   | masia        |         | 41° 43′ 42″ N, 0° 40′ 24″ E / 41.72829°N,0.673212°E 217 msnm         | bé integrant del patrimoni cultural català |                     | Modifica les dades a Wikidata |
|        | Casa de Caforra         | Albesa   | masia        |         | 41° 44′ 14″ N, 0° 39′ 53″ E / 41.7370903406073°N,0.664631016455522°E |                                            |                     | Modifica les dades a Wikidata |
|        | Casa del Siscar         | Albesa   | masia        |         | 41° 44′ 28″ N, 0° 39′ 26″ E / 41.7410363413754°N,0.657176810342211°E |                                            |                     | Modifica les dades a Wikidata |
|        | Torre Piquer            | Albesa   | masia        |         | 41° 46′ 26″ N, 0° 37′ 25″ E / 41.7737770177064°N,0.623585514560636°E |                                            |                     | Modifica les dades a Wikidata |
|        | Torre del Carrutxo      | Albesa   | masia        |         | 41° 44′ 41″ N, 0° 39′ 58″ E / 41.7448595776317°N,0.666249399889246°E |                                            |                     | Modifica les dades a Wikidata |
|        | Xalet d'en Ramon Piquer | Albesa   | masia        |         | 41° 45′ 35″ N, 0° 41′ 22″ E / 41.7595857443632°N,0.689459738996852°E |                                            |                     | Modifica les dades a Wikidata |
|        | la Moixa                | Albesa   | masia        |         | 41° 43′ 22″ N, 0° 40′ 39″ E / 41.72272934334°N,0.677396255314°E      |                                            |                     | Modifica les dades a Wikidata |

## muntanya
| imatge | Nom              | Ubicat a | instància de | Detalls | coordenades                                                      | Protecció | Commons (més fotos) | Dades a WD                    |
| ------ | ---------------- | -------- | ------------ | ------- | ---------------------------------------------------------------- | --------- | ------------------- | ----------------------------- |
|        | Tossal del Maset | Albesa   | muntanya     |         | 41° 44′ 06″ N, 0° 41′ 11″ E / 41.7349°N,0.686489°E 254 msnm      |           |                     | Modifica les dades a Wikidata |
|        | l'Eral           | Albesa   | muntanya     |         | 41° 45′ 48″ N, 0° 39′ 16″ E / 41.76335°N,0.65451667°E 277.7 msnm |           |                     | Modifica les dades a Wikidata |

## Misc
| imatge | Nom                        | Ubicat a                                                      | instància de                                         | Detalls                                                   | coordenades                                                                                           | Protecció                                            | Commons (més fotos)       | Dades a WD                    |
| ------ | -------------------------- | ------------------------------------------------------------- | ---------------------------------------------------- | --------------------------------------------------------- | --- | ---------------------------------------------------- | ------------------------- | ----------------------------- |
|        | Castell d'Albesa           | Albesa                                                        | castell                                              |                                                           | 41° 45′ 09″ N, 0° 39′ 45″ E / 41.7525°N,0.6625°E ca:Al Tossal del Castell, al nucli d'Albesa 267 msnm | bé d'interès cultural bé cultural d'interès nacional |                           | Modifica les dades a Wikidata |
|        | El Eral                    | Albesa                                                        | vèrtex geodèsic                                      | Alt: 1.2m                                                 | 41° 45′ 48″ N, 0° 39′ 16″ E / 41.763413°N,0.654515°E 279.448 msnm                                     |                                                      |                           | Modifica les dades a Wikidata |
|        | Molí Vell                  | Albesa                                                        | molí d'aigua                                         |                                                           | 41° 45′ 02″ N, 0° 39′ 31″ E / 41.7506013980669°N,0.65852462909783°E                                   |                                                      |                           | Modifica les dades a Wikidata |
|        | Noguera Ribagorçana        | Vall d'Aran Alta Ribagorça Pallars Jussà Noguera Segrià Aragó | curs d'aigua                                         | Desemboca: Segre Llarg: 133km                             | 42° 37′ 36″ N, 0° 42′ 21″ E / 42.6267°N,0.7058°E 41° 40′ 29″ N, 0° 42′ 22″ E / 41.6747°N,0.7061°E     |                                                      | Noguera Ribagorçana       | Modifica les dades a Wikidata |
|        | casa consistorial d'Albesa | Albesa                                                        | casa consistorial                                    |                                                           | 41° 45′ 03″ N, 0° 39′ 35″ E / 41.7509133°N,0.6596192°E                                                |                                                      |                           | Modifica les dades a Wikidata |
|        | creu de terme              | Albesa                                                        | creu de terme                                        | Estil: arquitectura gòtica 15th century                   | 41° 45′ 07″ N, 0° 39′ 28″ E / 41.752019444444°N,0.65776111111111°E                                    | bé integrant del patrimoni cultural català           | Creu de terme d'Albesa    | Modifica les dades a Wikidata |
|        | pedrera de l'Eral Nou      | Albesa                                                        | pedrera                                              |                                                           | 41° 44′ 45″ N, 0° 40′ 22″ E / 41.7457844473328°N,0.672769966350855°E                                  |                                                      |                           | Modifica les dades a Wikidata |
|        | pont d'Albesa              | Albesa la Portella                                            | pont                                                 | Estil: arquitectura popular Travessa: Noguera Ribagorçana | 41° 44′ 38″ N, 0° 38′ 57″ E / 41.7439°N,0.649114°E                                                    | bé integrant del patrimoni cultural català           |                           | Modifica les dades a Wikidata |
|        | vil·la romana del Romeral  | Albesa                                                        | vil·la romana estructura romana jaciment arqueològic |                                                           | 41° 46′ 30″ N, 0° 37′ 10″ E / 41.774952°N,0.619581°E                                                  | bé cultural d'interès local                          | Vil·la Romana del Romeral | Modifica les dades a Wikidata |